# Joachim Reinelt
Joachim Friedrich Reinelt (ur. 21 października 1936 w Nowej Rudzie) – niemiecki duchowny katolicki, biskup Drezna i Miśni w latach 1988–2012.

## Życiorys
Po wysiedleniu z Dolnego Śląska, dokonanym przez aliantów w wyniku II wojny światowej, rodzina Joachima Reinelta osiedliła się w Saksonii. Tam w miejscowości Radeberg Joachim zdał maturę w roku 1954. Następnie odbył jednoroczny kurs językowy w Halle. W latach 1955–1961 studiował na Neuzelle Katholische Theologie w Erfurcie.
29 czerwca 1961 r. z rąk biskupa Ottona Spülbecka w katedrze St. Petri w Budziszynie przyjął święcenia kapłańskie. Potem pracował jako kapłan w Gerze i Freibergu i od roku 1964 w Ebersbach w Saksonii. W 1966 r. został wikarym w drezdeńskiej Hofkirche i od 1970 roku pracował jako administrator parafii we Freibergu. W latach 1974–1986 Reinelt był proboszczem w Altenburgu i jednocześnie dziekanem (od 1980 r.). Od 1986 r. pracował w urzędzie ordynariusza w biskupstwie Drezna i Miśni. 2 stycznia 1988 r. papież Jan Paweł II powołał go na biskupa Drezna i Miśni, który przyjął dewizę Iesus in medio i słowa z Ewangelii św. Mateusza „Bo gdzie są dwaj albo trzej zebrani w imię moje, tam jestem pośród nich” (Mt 18,20). Święcenia biskupie przejął 20 lutego 1988 r. z rąk swojego poprzednika, biskupa Gerharda Schaffrana.
Joachim Reinelt jest członkiem komisji społecznej i socjalnej przy Konferencji Episkopatu Niemiec.
20 lutego 2012 przeszedł na emeryturę.